# 半边山
半边山是中国广东省广州市从化区的一个自然村。在太平镇东面约8.5千米，属颜村村管辖。清朝建村。1998年时，全村人口900人。